# Pierre Lelong (polític)
Pierre Lelong (París, 22 de maig de 1931) és un magistrat i polític francès, antic president del Tribunal de Comptes Europeu.

## Carrera política
De 1958 a 1962 treballà com a funcionari del Ministeri d'Hisenda de França i de 1962 a 1967 fou director d'oficina al govern de Georges Pompidou. El 1965 va ser nomenat conseller refrendatari de la Cour des Comptes i el 1967 Director del Fons d'Orientació i Regulació de Mercats Agrícoles (FORMA).
A les eleccions legislatives franceses de 1968 fou elegit diputat per la 4a circumscripció de Finisterre per la Unió de Demòcrates per la República (UDR), i fou reelegit en les de 1973. Fou un dels signataris de la "crida dels 43" a favor de la candidatura de Valéry Giscard d'Estaing a les eleccions presidencials franceses de 1974, i fou nomenat Secretari d'Estat autònom de Correus i Telecomunicacions del govern Jacques Chirac I (del 28 de maig de 1974 al 31 de gener de 1975). Va crear l'Escola nacional Superior de Telecomunicacions de Bretanya. De finals d'octubre a començaments de desembre de 1974 es va enfrontar a una vaga general del PTT.
Reintegrat a la Cour des Comptes (1975-1977), el 17 d'octubre de 1977 es va integrar com a membre del nou creat Tribunal de Comptes Europeu del qual en fou elegit president de 1981 a 1984 i en continuà com a membre fins a 1989. De 1989 a 1994 va tornar a la Cour des Comptes, on fou conseller en cap, i de 1994 a 1997 president de la segona Cambra, encarregada del control dels ministeris tècnics (defensa, espai, telecomunicacions, nuclear) i de les empreses públiques de llur competència.
Posteriorment fou nomenat president de la comissió especialitzada dels mercats d'armament (1997-2004), després de la Comissió dels Mercats Públics de l'Estat (2005-2008) i president de la Comissió Consultiva del Secret de la Defensa Nacional (1999-2005). En desembre de 2012 publicà Une expérience française, 50 ans au cœur de la République a les edicions France Empire.
Pierre Lelong és Comanador de la Legió d'Honor.